# Силбаш
Силбаш (серб. Силбаш) — село в Сербії, належить до общини Бачка-Паланка Південно-Бацького округу в багатоетнічному, автономному краю Воєводина.

## Населення
Населення села становить 2939 осіб (2002, перепис), з них:
- серби — 1601 — 56,19%;
- словаки — 1018 — 35,73%;
- роми — 44 — 1,54%;

Решту жителів  — з десяток різних етносів, зокрема: словаки, румуни, німці і кілька русинів-українців.